# Optionally Piloted Vehicle
Als Optionally Piloted Vehicle (OPV) werden Luftfahrzeuge bezeichnet, die sowohl bemannt mit Pilot als auch unbemannt fliegen können. Als Alternative zu reinen bemannten oder unbemannten Flugzeugen können derartige Fluggeräte abhängig von der Mission konfiguriert werden. Wenn z. B. die Fähigkeiten eines menschlichen Piloten erforderlich sind, kann das Flugzeug bemannt betrieben werden, während z. B. für lange, eintönige Missionen keine Besatzung erforderlich ist.
Beispiele für Optionally Piloted Aircraft sind:
- Aurora Centaur[2]
- Aeronautics Dominator[3]
- Stemme S15[4]
- Sikorsky UH-60[5]
- Northrop Grumman Firebird[6]
- Kaman K-MAX[7][8][9]
- Next Generation Air Dominance Fighter[10]
- Diamond DA42[11]